# Heilig Kruiskerk (Sint-Kruis-Winkel)

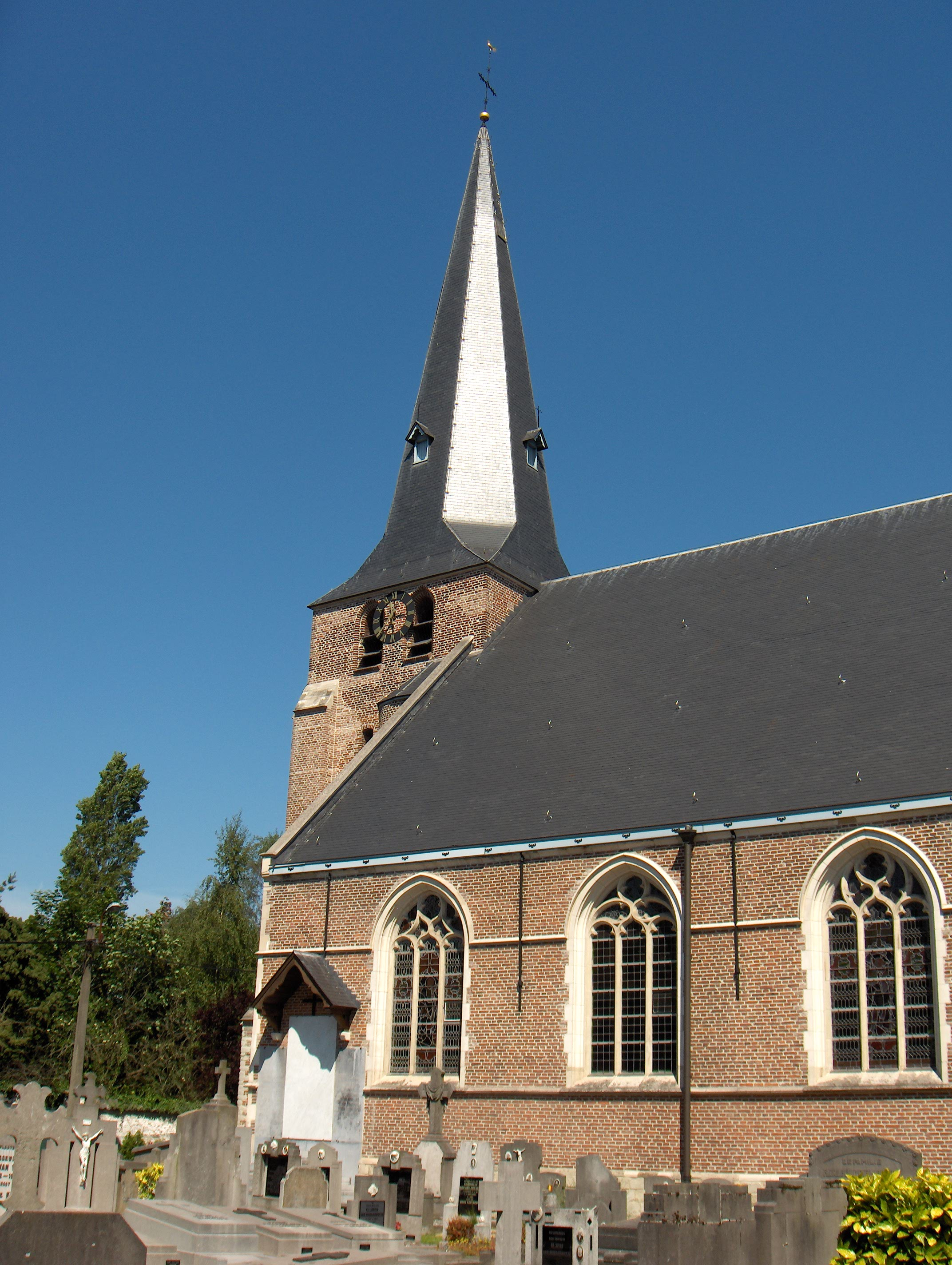
De Heilig Kruiskerk

De Heilig Kruiskerk is een kerkgebouw in de Gentse deelgemeente Sint-Kruis-Winkel. De kerk is toegewijd aan het Heilig Kruis van Christus.

## Historiek
De oudste kern van deze kerk stamt uit de vijftiende eeuw en haar eerste vermelding uit 1629. Rond 1500 werd ze heropgebouwd als hallenkerk met behoud van schip en westelijke toren. Rond 1633 kregen de zijbeuken een overwelving met kruisribben. In het begin van de achttiende eeuw verving men de houten overwelving van het schip door een spitstongewelf met gordelbogen. Het schip en het koor kregen een leien zadeldak en in de negentiende eeuw bouwde Louis Minard een doopkapel en sacristie.

## Interieur
In de kerk ligt de grafsteen uit 1416 van Pieter Van de Winckle. De eikenhouten biechtstoel uit 1674 is vermoedelijk van de hand van Jan de Vos.